# Ландмарк (Арканзас)
Ландмарк (енгл. Landmark) насељено је место без административног статуса у америчкој савезној држави Арканзас.

## Демографија
По попису из 2010. године број становника је 3.555.
| Група             | 2000.    | 2010.         |
| Белци             | 0 (0,0%) | 2.712 (76,3%) |
| Афроамериканци    | 0 (0,0%) | 481 (13,5%)   |
| Азијати           | 0 (0,0%) | 29 (0,8%)     |
| Хиспаноамериканци | 0 (0,0%) | 247 (6,9%)    |
| Укупно            | 0        | 3.555         |